# Котушка загорнута безкільова
Котушка загорнута безкільова (Anisus vorticulus) — вид прісноводних черевоногих молюсків з родини Planorbidae.

## Поширення
Вид поширенний в Європі від Англії до річки Об у Росії та від Італії на північ до провінції Сконе у Швеції. Також трапляється в Північному Казахстані і Туреччині. В Україні трапляється у західних та північних областях.

## Опис
Тонка дископодібна черепашка з гострим краєм, діаметром 8-11 мм, закручена у 5- 5,5 оборотів. Вигини опуклі, в тому числі добре виражені шви. Посередині останнього згину є тупий край. Рот еліптичний, косо вирізаний. Мушля буруватого кольору, сам молюск сіро-чорний.

## Спосіб життя
Мешкає в прозорих стоячих невеликих водоймах, вкритих ряскою та іншою рослинністю.